# Campeonato Europeu de Halterofilismo de 1991
O Campeonato Europeu de Halterofilismo de 1991 foi a 70ª edição do campeonato, sendo organizado pela Federação Europeia de Halterofilismo, em Władysławowo, na Polónia, entre 24 a 31 de maio de 1991. Foram disputadas 10 categorias com a presença de 127 halterofilistas de 21 nacionalidades. Também ocorreu a 4ª edição do Campeonato Europeu de Halterofilismo feminino, sendo organizado pela Federação Europeia de Halterofilismo, em Varna na Bulgária. A edição feminina contou com nove categorias.

## Medalhistas

### Masculino
| Evento                       | Ouro                                    | Ouro              | Prata                                  | Prata             | Bronze                             | Bronze            |
| Mosca (até 52 kg)            | Mosca (até 52 kg)                       | Mosca (até 52 kg) | Mosca (até 52 kg)                      | Mosca (até 52 kg) | Mosca (até 52 kg)                  | Mosca (até 52 kg) |
| ---------------------------- | --------------------------------------- | ----------------- | -------------------------------------- | ----------------- | ---------------------------------- | ----------------- |
| Arranque                     | Traian Cihărean · Roménia               | 115,0 kg          | Sevdalin Minchev · Bulgária            | 110,0 kg          | Halil Mutlu · Turquia              | 105,0 kg          |
| Arremesso                    | Sevdalin Minchev · Bulgária             | 142,5 kg          | Traian Cihărean · Roménia              | 140,0 kg          | Halil Mutlu · Turquia              | 135,0 kg          |
| Total                        | Traian Cihărean · Roménia               | 255,0 kg          | Sevdalin Minchev · Bulgária            | 252,5 kg          | Halil Mutlu · Turquia              | 240,0 kg          |
| Galo (até 56 kg)             |                                         |                   |                                        |                   |                                    |                   |
| Arranque                     | Victor Sinyak · União Soviética         | 125,0 kg          | Hafız Süleymanoğlu · Turquia           | 125,0 kg          | Ferenc Lenart · Hungria            | 117,5 kg          |
| Arremesso                    | Ivan Ivanov · Bulgária                  | 150,0 kg          | Hafız Süleymanoğlu · Turquia           | 147,5 kg          | Marek Gorzelniak · Polónia         | 145,0 kg          |
| Total                        | Hafız Süleymanoğlu · Turquia            | 272.5 kg          | Viktor Sinyak · União Soviética        | 270.0 kg          | Ivan Ivanov · Bulgária             | 265.0 kg          |
| Pena (até 60 kg)             |                                         |                   |                                        |                   |                                    |                   |
| Arranque                     | Nikolay Peshalov · Bulgária             | 137,5 kg          | Attila Czanka · Hungria                | 130,0 kg          | Yurik Sarkisyan · União Soviética  | 130,0 kg          |
| Arremesso                    | Nikolay Peshalov · Bulgária             | 165,0 kg          | Yurik Sarkisyan · União Soviética      | 160,0 kg          | Attila Czanka · Hungria            | 157,5 kg          |
| Total                        | Nikolay Peshalov · Bulgária             | 302,5 kg          | Yurik Sarkisyan · União Soviética      | 290,0 kg          | Attila Czanka · Hungria            | 287,5 kg          |
| Leve (até 67,5 kg)           |                                         |                   |                                        |                   |                                    |                   |
| Arranque                     | Yoto Yotov · Bulgária                   | 155,0 kg          | Israel Militosyan · União Soviética    | 152,5 kg          | Ergün Batmaz · Turquia             | 142,5 kg          |
| Arremesso                    | Israel Militosyan · União Soviética     | 185,0 kg          | Yoto Yotov · Bulgária                  | 185,0 kg          | Andreas Behm · Alemanha            | 180,0 kg          |
| Total                        | Yoto Yotov · Bulgária                   | 340,0 kg          | Israel Militosyan · União Soviética    | 337,5 kg          | Andreas Behm · Alemanha            | 317,5 kg          |
| Médio (até 75 kg)            |                                         |                   |                                        |                   |                                    |                   |
| Arranque                     | Andrei Socaci · Roménia                 | 157,5 kg          | Fedor Kassapu · União Soviética        | 152,5 kg          | Andrzej Cofalik · Polónia          | 152,5 kg          |
| Arremesso                    | Rumen Stoyanov · Bulgária               | 195,0 kg          | Fedor Kassapu · União Soviética        | 192,5 kg          | Andrei Socaci · Roménia            | 192,5 kg          |
| Total                        | Andrei Socaci · Roménia                 | 350,0 kg          | Rumen Stoyanov · Bulgária              | 345,0 kg          | Fedor Kassapu · União Soviética    | 345,0 kg          |
| Pesado-ligeiro (até 82,5 kg) |                                         |                   |                                        |                   |                                    |                   |
| Arranque                     | Altimurat Orazdurdiev · União Soviética | 172,5 kg          | Plamen Bratoychev · Bulgária           | 165,0 kg          | Krzysztof Siemion · Polónia        | 160,0 kg          |
| Arremesso                    | Altimurat Orazdurdiev · União Soviética | 202,5 kg          | Sunay Bulut · Turquia                  | 200,0 kg          | Miroslaw Chlebosz · Polónia        | 197,5 kg          |
| Total                        | Altimurat Orazdurdiev · União Soviética | 375,0 kg          | Plamen Bratoychev · Bulgária           | 360,0 kg          | Sunay Bulut · Turquia              | 360,0 kg          |
| Meio-pesado (até 90 kg)      |                                         |                   |                                        |                   |                                    |                   |
| Arranque                     | Ivan Chakarov · Bulgária                | 180,0 kg          | Slawomir Zawada · Polónia              | 177,5 kg          | Ali Eroglu · Turquia               | 162,5 kg          |
| Arremesso                    | Ivan Chakarov · Bulgária                | 210,0 kg          | Slawomir Zawada · Polónia              | 210,0 kg          | Ali Eroglu · Turquia               | 192,5 kg          |
| Total                        | Ivan Chakarov · Bulgária                | 390,0 kg          | Slawomir Zawada · Polónia              | 387,5 kg          | Ali Eroglu · Turquia               | 355,0 kg          |
| Pesado I (até 100 kg)        |                                         |                   |                                        |                   |                                    |                   |
| Arranque                     | Igor Sadykov · União Soviética          | 185,0 kg          | Viktor Tregubov · União Soviética      | 180,0 kg          | Petar Stefanov · Bulgária          | 170,0 kg          |
| Arremesso                    | Igor Sadykov · União Soviética          | 220,0 kg          | Viktor Tregubov · União Soviética      | 212,5 kg          | Udo Guse · Alemanha                | 207,5 kg          |
| Total                        | Igor Sadykov · União Soviética          | 405,0 kg          | Viktor Tregubov · União Soviética      | 392,5 kg          | Petar Stefanov · Bulgária          | 372,5 kg          |
| Pesado II (até 110 kg)       |                                         |                   |                                        |                   |                                    |                   |
| Arranque                     | Artur Akoyev · União Soviética          | 185,0 kg          | Piotr Banaszak · Polónia               | 182,5 kg          | Andrew Davies · Reino Unido        | 167,5 kg          |
| Arremesso                    | Artur Akoyev · União Soviética          | 235,0 kg          | Piotr Banaszak · Polónia               | 210,0 kg          | Andor Szanyi · Hungria             | 207,5 kg          |
| Total                        | Artur Akoyev · União Soviética          | 420,0 kg          | Piotr Banaszak · Polónia               | 392,5 kg          | Andor Szanyi · Hungria             | 372,5 kg          |
| Superpesado (+ 110 kg)       |                                         |                   |                                        |                   |                                    |                   |
| Arranque                     | Leonid Taranenko · União Soviética      | 200,0 kg          | Sergey Gunyashev · União Soviética     | 190,0 kg          | Kolio Kolev · Bulgária             | 185,0 kg          |
| Arremesso                    | Leonid Taranenko · União Soviética      | 247,5 kg          | Manfred Nerlinger · Alemanha Ocidental | 237,5 kg          | Jiri Zubricky · Tchecoslováquia    | 232,5 kg          |
| Total                        | Leonid Taranenko · União Soviética      | 447,5 kg          | Manfred Nerlinger · Alemanha Ocidental | 422,5 kg          | Sergey Gunyashev · União Soviética | 415,0 kg          |

### Feminino
| Evento    | Ouro                             | Ouro     | Prata                            | Prata    | Bronze                         | Bronze   |
| --------- | -------------------------------- | -------- | -------------------------------- | -------- | ------------------------------ | -------- |
| 44 kg     | Csilla Földi · Hungria           | 137,5 kg | Danila Manca · Itália            | 127,5 kg | Pepa Demireva · Bulgária       | 127,5 kg |
| 48 kg     | Izabela Rifatova · Bulgária      | 160,0 kg | Donka Mincheva · Bulgária        | 145,0 kg | María Dolores Sotoca · Espanha | 137,5 kg |
| 52 kg     | Zhaneta Gueorguieva · Bulgária   | 162,5 kg | Siika Stoeva · Bulgária          | 160,0 kg | Anna Strumbu · Grécia          | 147,5 kg |
| 56 kg     | Neli Yankova · Bulgária          | 167,5 kg | Monserrat Rodríguez · Espanha    | 155,0 kg | Sandra Gómez · Espanha         | 152,5 kg |
| 60 kg     | María Jristoforidu · Grécia      | 197,5 kg | Daniela Kerkelova · Bulgária     | 177,5 kg | Véronique Roche · França       | 170,0 kg |
| 67,5 kg   | Jeanette Rose · Reino Unido      | 192,5 kg | Mária Takács · Hungria           | 190,0 kg | Susanna Samuelsson · Finlândia | 187,5 kg |
| 75 kg     | Milena Trendafilova · Bulgária   | 222,5 kg | Panayota Antonopulu · Grécia     | 180,0 kg | Mary Line · França             | 180,0 kg |
| 82,5 kg   | Karoliina Leppäluoto · Finlândia | 192,5 kg | Veronika Tóbiás · Hungria        | 187,5 kg | Veneta Guenova · Bulgária      | 185,0 kg |
| + 82,5 kg | Erika Takács · Hungria           | 215,0 kg | Soňa Vašíčková · Tchecoslováquia | 182,5 kg | Sylvie Iskin · França          | 182,5 kg |

## Quadro de medalhas
Quadro de medalhas no total combinado
| Ordem | País            | Medalha de ouro | Medalha de prata | Medalha de bronze | Total |
| ----- | --------------- | --------------- | ---------------- | ----------------- | ----- |
| 1     | Bulgária        | 7               | 6                | 4                 | 17    |
| 2     | União Soviética | 4               | 4                | 2                 | 10    |
| 3     | Hungria         | 2               | 2                | 2                 | 6     |
| 4     | Roménia         | 2               | 0                | 0                 | 2     |
| 5     | Grécia          | 1               | 1                | 1                 | 3     |
| 6     | Turquia         | 1               | 0                | 3                 | 4     |
| 7     | Finlândia       | 1               | 0                | 1                 | 2     |
| 8     | Reino Unido     | 1               | 0                | 0                 | 1     |
| 9     | Polónia         | 0               | 2                | 0                 | 2     |
| 10    | Espanha         | 0               | 1                | 2                 | 3     |
| 11    | Alemanha        | 0               | 1                | 1                 | 2     |
| 12    | Itália          | 0               | 1                | 0                 | 1     |
| 12    | Tchecoslováquia | 0               | 1                | 0                 | 1     |
| 14    | França          | 0               | 0                | 3                 | 3     |
| Total | Total           | 19              | 19               | 19                | 57    |